# Монрепо
Монрепо́ (фр. Mon Repos — «мой покой», «моё отдохновение») — единственный на сегодня в России скальный пейзажный парк на берегу бухты Защитной Выборгского залива, на острове Твердыш в северной части города Выборга в Ленинградской области. Официальное наименование — Государственный историко-архитектурный и природный музей-заповедник «Парк Монрепо». Является важной страницей в культурной истории «петербургского периода» России и одновременно частью истории Финляндии и европейской культуры эпохи Просвещения. Монрепо — это место, одушевленное историей, где скрещиваются разные эпохи и культурные традиции; его владельцами были Пётр Алексеевич Ступишин, герцог Фридрих Вильгельм Карл Вюртембергский, бароны Николаи. Парк посещали и любили многие выдающиеся личности, от членов Российского Императорского Дома до Михаила Глинки и Осипа Мандельштама. Находится в Петровском микрорайоне Выборга, рядом с бывшим Выборгским посёлком. В ходе масштабной реставрации, проводившейся в 2011—2019 годах, оригинальные конструкции основных архитектурных объектов парка (главного усадебного дома и библиотечного флигеля) были в значительной степени утрачены и заменены новоделами (иногда характеризуемыми как муляжи).

## Описание
Парк Монрепо был создан близ Выборга на побережье бухты Защитная Выборгского залива в северо-западной части острова Твердыш (бывший Линнансаари). Теперь эта территория включена в административные границы города. Площадь исторического ядра музея-заповедника составляет 161,4371 га, из которых историческая парковая часть занимает 31 гектар; общая площадь с учётом лесопарковой зоны (свыше 100 га) и части акватории бухты Защитная с прибрежными островами — 261,0 га.
Уникальность Монрепо заключается в его скальном ландшафте, с суровыми прибрежными скалами, поросшими мхом, оледенелыми ручьями и прихотливо изогнутыми дорожками.
Историческое ядро музея-заповедника составляет усадебно-парковый ансамбль конца XVIII — начала XIX вв. В него входят памятники деревянной архитектуры классицизма (главный усадебный дом и Библиотечный флигель) и пейзажный скальный парк романтического стиля — уникальный памятник садово-паркового искусства, в создании которого принимали участие архитекторы Д. Мартинелли, О. Монферран, Т. де Томон, А. Штакеншнейдер, Ч. Х. Тэтам (англ. Charles Heathcote Tatham), художники Я. Меттенлейтер и П. Гонзаго, скульпторы И. Таканен, Г. Боруп (фин. Gotthelf Borup), садовые мастера И. Бистерфельд и Цвейгер. Важную роль в создании парка сыграли президент Императорской Академии наук Людвиг Генрих Николаи и его сын, дипломат Пауль Николаи. Главный усадебный дом, спроектированный Джузеппе Антонио Мартинелли, хранителем живописи Эрмитажа, представляет собой бревенчатый сруб, обшитый тесаными досками, и является примером палладианского стиля.
Историческая часть парка органично переходит в лесопарковый массив — зону ценного природного ландшафта, который находится в особом физико-географическом регионе — Фенноскандии. Эта территория состоит из двух больших участков, примыкающих с юга и севера к историческому ядру парка. Он характеризуется уникальными каменными грядами ледникового периода из гранитов рапакиви (фин. rapakivi — «гнилой камень»), на отдельных участках достигающих высоты 20 м.

## История

### Основание
В шведские времена, в XVI веке, на острове Слотсхолмен (современное название Твердыш, фин. Linnansaari) был устроен коронный скотный двор — Лилль Ладугорд (швед. Lill Ladugård — Малый Скотный двор), часть хозяйственных угодий Выборгского замка. Местность эта по преданиям называлась «Старый Выборг» (швед. Gamla Wiborg, фин. Wanha Wiipuri), так как, по легенде, здесь находилось карельское поселение — предшественник города. В XVII в. — начале XVIII в. эти земли сдавались в аренду выборгским бюргерам и чинам шведской администрации.
В 1710 году во время русско-шведской войны Пётр I взял крепость Выборг приступом. В 1720-е—1740-е годы в Выборге усилились политические позиции немцев. Доля немецкого населения в городе существенно увеличилась также и благодаря беженцам из Ниена. Прибалтийские немцы занимали многочисленные государственные посты в Русской Финляндии, и немецкий язык заменил шведский в официальном делопроизводстве и преподавании.
В 1760 году земля Лилль Ладугорда была отдана в потомственное пользование коменданту Выборгской крепости Петру Алексеевичу Ступишину (1718—1782). К 1770 году он устроил здесь свою загородную дачу и начал первые работы по созданию парка, который он назвал Шарлоттенталь (нем. Charlottenthal «Долина Шарлотты»), в честь своей жены Шарлотты-Амалии фон Эттингер. Парк, вероятно, имел регулярную планировку. По указанию Ступишина была насыпана плодородная земля, проведена мелиорация заболоченных мест, построен деревянный усадебный дом, оранжерея, разбит фруктовый сад, высажены лиственные деревья. Поскольку территория усадьбы холмистая, и ровное место найти было сложно, то новый дом строится на небольшом холме, выровненном при помощи насыпной террасы.
После смерти Ступишина имением недолго (1784—1787 гг.) владел назначенный выборгским наместником принц Фридрих Вильгельм Карл Вюртембергский (1754—1816), брат великой княгини Марии Фёдоровны, жены будущего императора Павла I. Принц Вюртембергский дал усадьбе имя Монрепо и расширил парк в сторону побережья, планируя его как пейзажный.
Природа Монрепо способствовала возникновению в парке темы Китая, выраженной в китайских мостиках, перекинутых на островки, созданных архитектором Д. А. Мартинелли в 1790-х годах. Впоследствии они неоднократно разрушались наводнениями и восстанавливались (последний раз в 1998 и 2002 годах). Другим китайским элементом стала беседка «Мариентурм» на холме, возвышающемся неподалёку от мостиков. Изначально построенная, вероятно, при герцоге Вюртембергском (1785-1786 гг.), она была переоформлена Л. Г. Николаи и связана с именем императрицы Марии Фёдоровны.

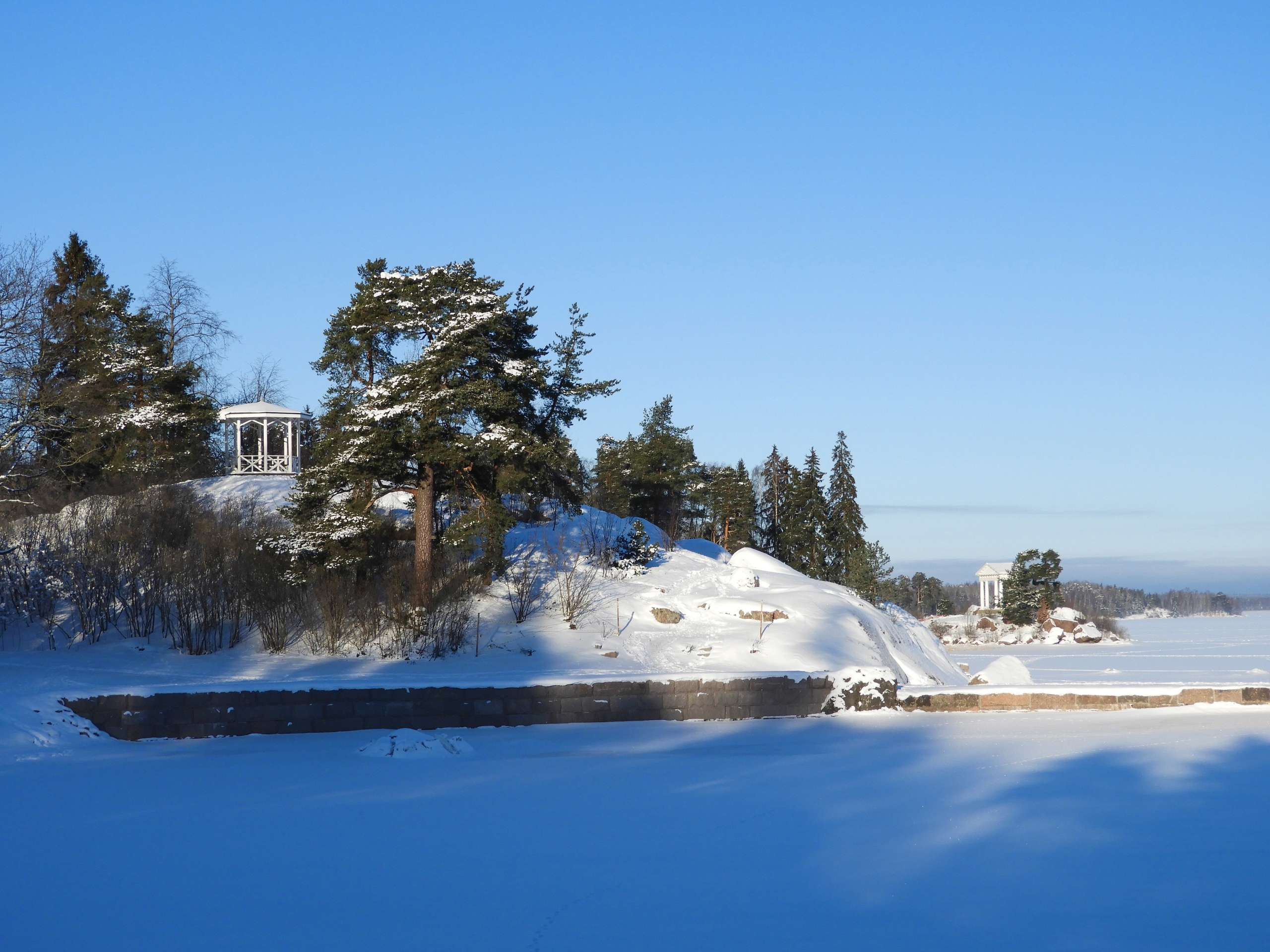
Монрепо зимой
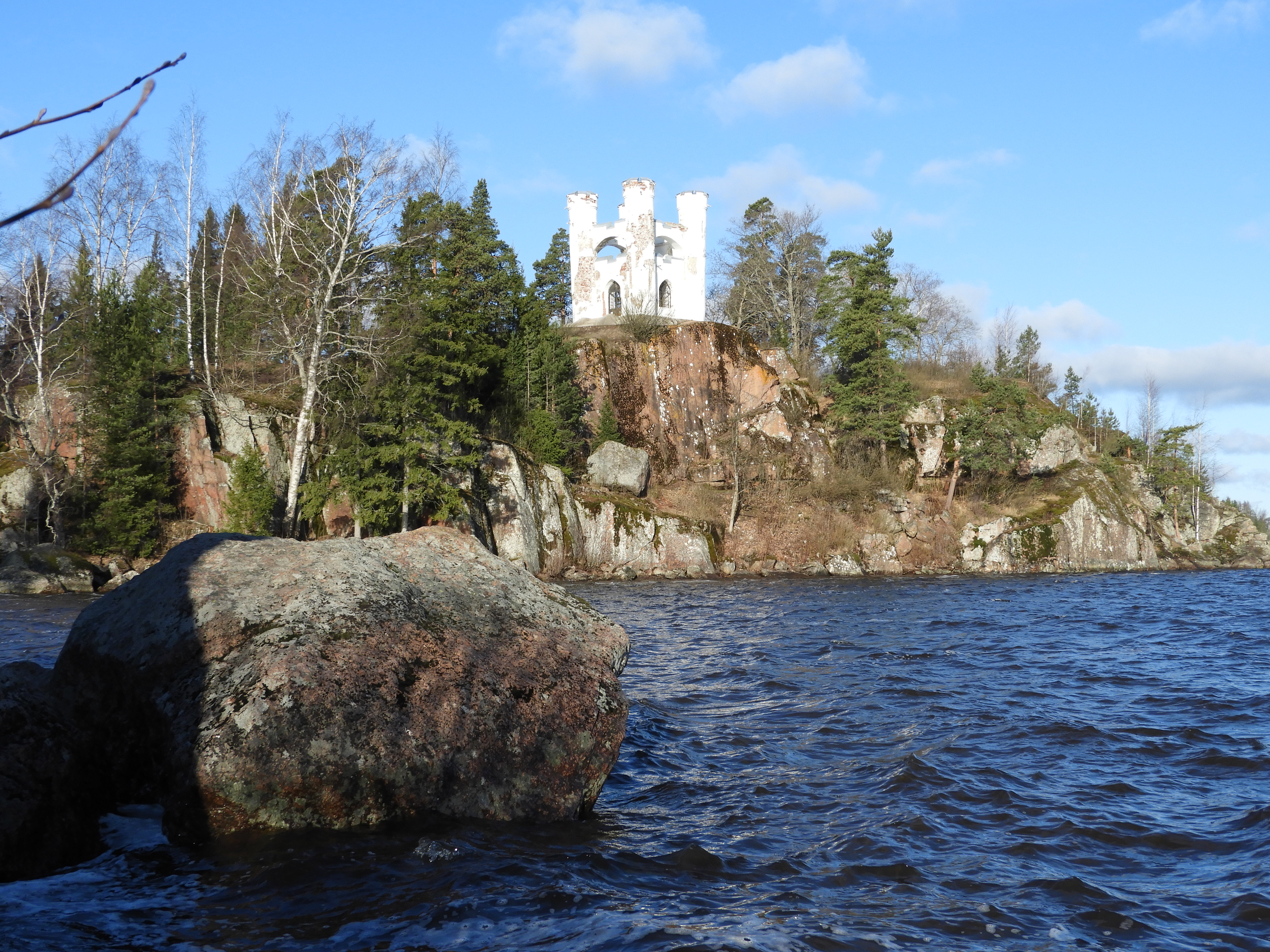
Монрепо весной
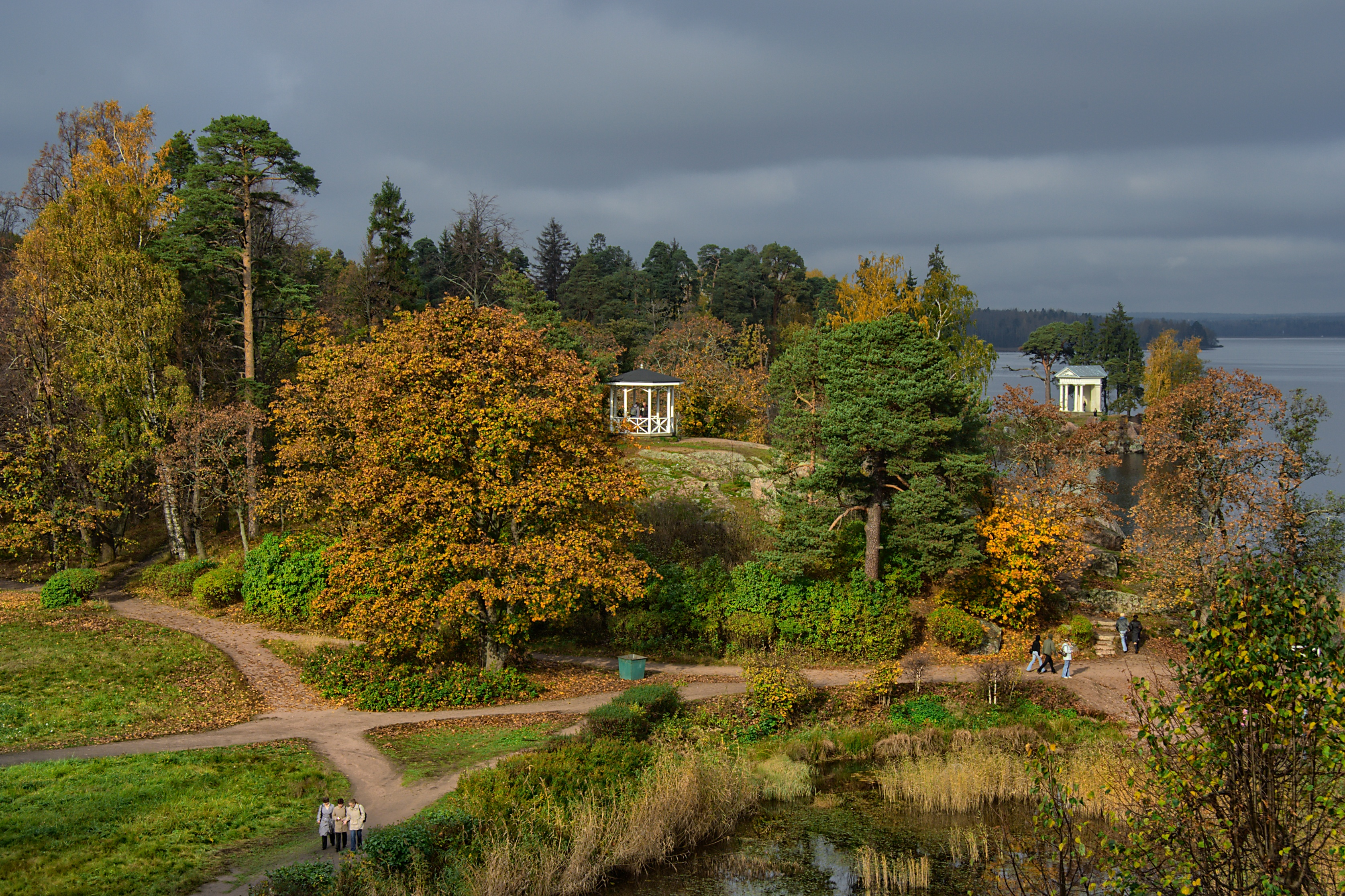
Монрепо осенью

### Фамильная усадьба Николаи
Расцвет Монрепо связан с именем президента Санкт-Петербургской Академии наук Людвига Генриха Николаи (1737—1820), который приобрел имение в 1788 году, а после ухода в 1803 году в отставку всецело предался украшению и воспеванию в стихах любимого поместья. По проекту его друга, итальянского архитектора Жозефа Антонио Мартинелли, прежний деревянный усадебный дом перестраивается в стиле классицизма (1798—1804 годы), строится Библиотечный флигель (1804 год) и другие помещения. Концепцию своего парка Николаи изложил в поэме «Имение Монрепо в Финляндии» (1804). В 1801 году император Александр I пожаловал Монрепо Людвигу Генриху фон Николаи в вечное и потомственное владение.
При сыне Людвига, Пауле фон Николаи (1777—1866), российском дипломате, принимавшем участие в установлении новых границ России со Швецией по Фридрихсгамскому договору, в парке обустраиваются места для эмоциональных переживаний. Скала со строгим обелиском из серого шведского мрамора получила название Левкатийской по аналогии с легендой о греческой поэтессе Сапфо, бросившейся со скалы из-за неразделённой любви. Ранее на этом месте, по замыслу Л.Г. Николаи, должен был располагаться храм Амура, проект которого обсуждался с П. Гонзаго. Одной из «визитных карточек» Монрепо стала скульптура «Вяйнямёйнен, играющий на кантеле». Первая гипсовая статуя была создана датским скульптором Готтхельфом Борупом и установлена в 1831 году на Краю Света, по заказу Пауля Николаи. После её разрушения вандалами в 1871 году, в 1873 году была установлена новая статуя, выполненная финским скульптором Йоханнесом Таканеном из цинка. Также возводятся турецкая палатка, китайские мостики и китайский павильон Мариентурм, павильон над источником «Нарцисс» (1820-е годы), ранее известным как «Родник Сильмии» по имени нимфы из поэмы Л.Г. Николаи, храм Нептуна (1830-е годы, сейчас «Павильон „Храм“»), готические ворота на входе (1821 год), павильон Паульштайн (1790-е годы), «Хижина отшельника», тосканская колонна, посвященная императорам Павлу I и Александру I (1804 год), неоготическая капелла Людвигсбург (1822 год, архитектор Ч. Х. Тэтам) и фамильный некрополь Николаи на скалистом острове Людвигштайн (Остров Смерти). Этот остров, изначально называвшийся Эрмитажем («убежище отшельника») при Л.Г. Николаи, стал некрополем в 1820-е годы и был закрыт для посетителей, что породило вокруг него множество легенд.

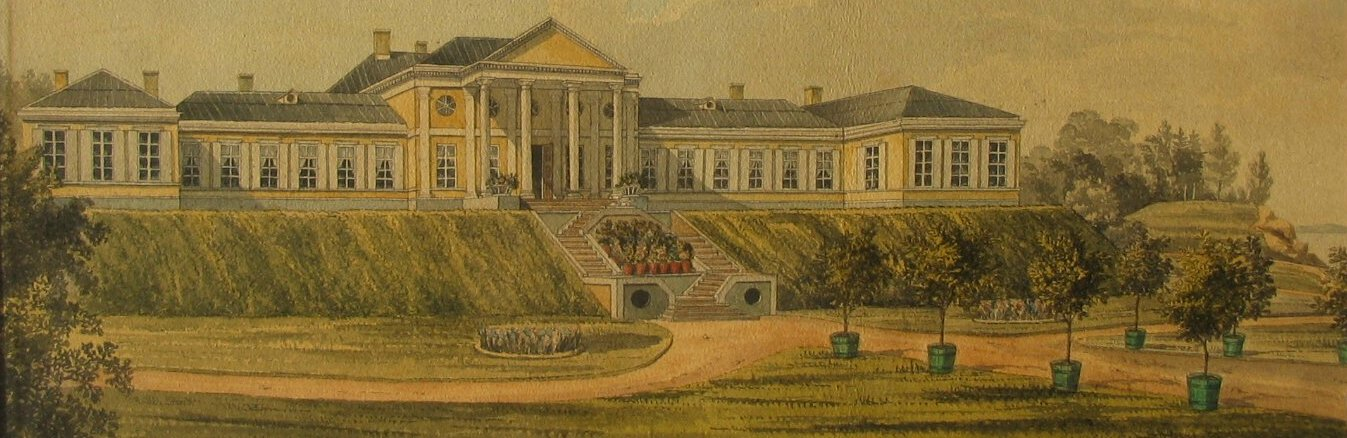
Усадебный дом на зарисовке 1830 года

В 1827 году на Левкатийской скале в память о погибших в Наполеоновских войнах братьях жены Пауля Николаи, Александрины Симплиции де Брольи, — Огюсте Сезаре (погиб под Аустерлицем в 1805 г.) и Шарле Франсуа (погиб под Кульмом в 1813 г.) — установили обелиск. Слава об усадьбе была столь широка, что парк посетил в 1863 году император Александр II.
Желая сохранить для потомков пейзажный парк как произведение искусства и память об основателе рода, Пауль Николаи добился изменения статуса землевладения, и в 1834 году Монрепо стало заповедным и неделимым имением баронского рода Николаи. Четыре поколения баронов Николаи владели Монрепо до 1944 года, бережно храня парк. Следующими владельцами были сын Пауля Николаус Арманд Мишель фон Николаи (1818—1869) и внук Пауль Эрнст Георг фон Николаи (1860—1919), вице-президент Всемирного студенческого христианского движения.
Когда российское правительство захотело выкупить у семьи Николаи часть поместья для строительства военных укреплений, призванных защитить выход из Сайменского канала в Финский залив, Николаи землями предков торговать не стали, а сдали требуемый кусок суши в бесплатную аренду государству «до тех пор, пока в сём есть надобность».
В конце XIX — начале XX веков Монрепо становится местом проведения съездов студенческого христианского движения. В годы финской гражданской войны 1918 года Пауль Георг Николаи спас поместье от разорения, однако скончался в октябре 1919 года и был похоронен на фамильном кладбище.
После смерти барона Николаи Монрепо перешло его сёстрам. Младшая, София фон Николаи (1862—1943), вышла замуж за графа Константина фон дер Палена (1861—1923). Семья Николаи-Пален жила в Монрепо до Зимней войны 1939 года.

### Вторая мировая война
В результате советско-финляндской войны (1939—1940) и Московского мирного договора, Выборг и Монрепо отошли к СССР. Финское население было эвакуировано. Архив и большая часть художественных коллекций семьи Николаи и графов фон дер Пален были эвакуированы владельцами в 1940 году. Оставшиеся предметы были вывезены из советского Выборга комиссией Государственного Эрмитажа.
Весной 1940 года Монрепо было признано имеющим архитектурную и историко-культурную ценность. В усадебном комплексе разместился дом отдыха 123-й стрелковой дивизии.
В конце августа 1940 года Главный усадебный дом передали дому отдыха Ленинградского военного округа. Осенью того же года комиссия Управления по делам искусств при СНК Карело-Финской ССР обнаружила произвольную вырубку деревьев, разрушение павильонов и уничтожение скульптуры Вяйнямёйнена. Мраморная статуя Нарцисса была обезображена, настенная живопись замазана краской. Парк стал почти недоступен для посещения.
В ходе Советско-финской войны (1941—1944) финские войска вернули Выборг. С 1941 года в Монрепо располагался военный госпиталь. С 1942 по 1944 год усадьбой владел граф Николас фон дер Пален (1896—1963), сын Софии Николаи и Константина фон дер Палена. В августе 1943 года София фон дер Пален скончалась и была похоронена на острове Людвигштайн. Летом 1944 года Выборг был вновь взят советскими войсками.

### Советские годы

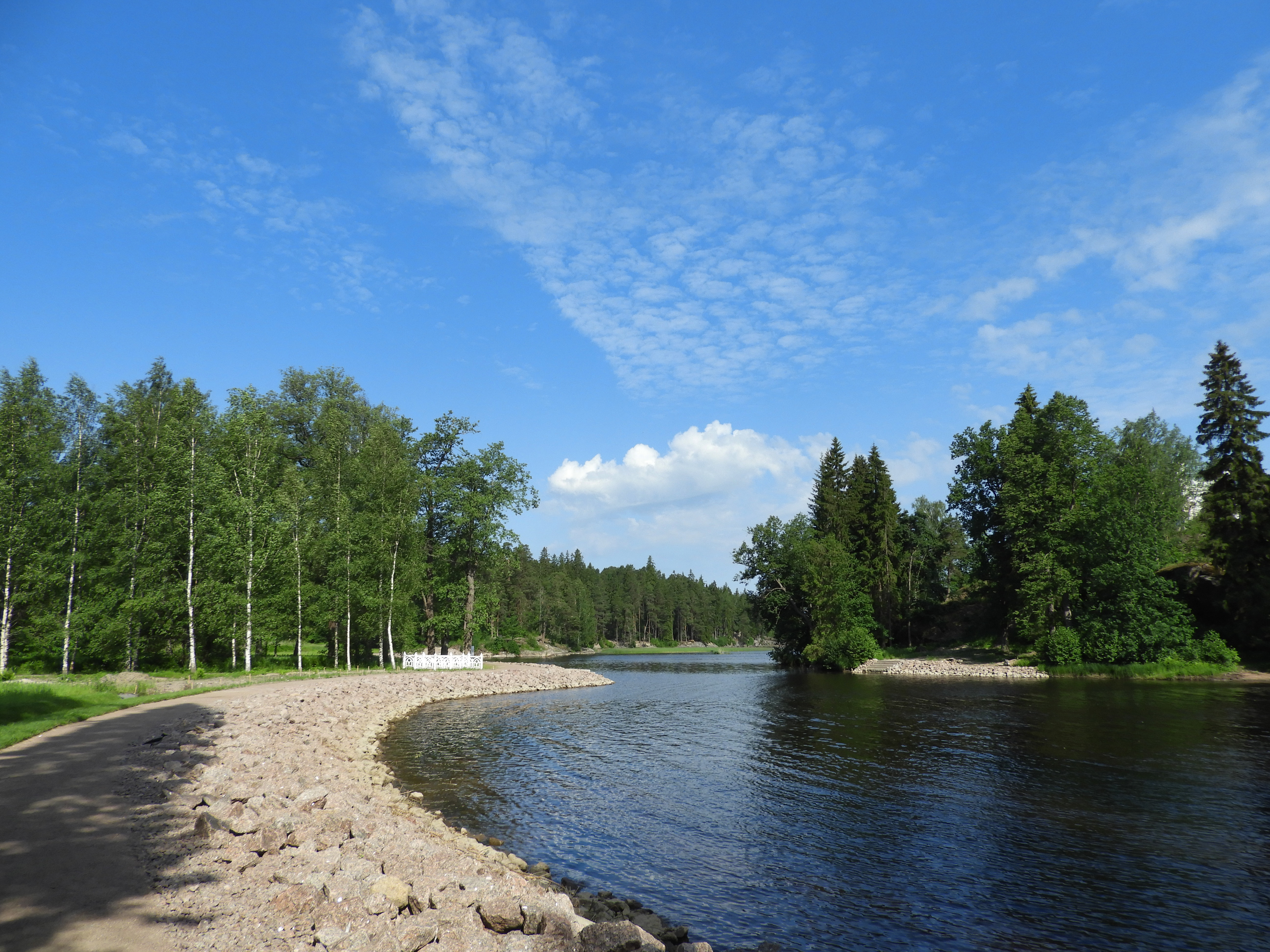
Земляная дамба напротив острова Людвигштайн

После 1944 года парк Монрепо превратился в объект «безоглядного хозяйственного использования», его историческое имя было заменено на «Парк культуры и отдыха имени М. И. Калинина».
В январе 1945 года территория парка и Библиотечный флигель были переданы Дому отдыха Военно-электротехнической Академии связи им. Буденного. В августе 1947 года Исполком Ленинградского Областного Совета отмечал, что академия не приняла мер к охране «Храма Дружбы», который был расхищен на дрова (вероятно, речь о павильоне "Храм Нептуна" или другом подобном сооружении).
В 1952 году Главный усадебный дом и Библиотечный флигель получили статус памятников архитектуры. В мае 1953 года в Монрепо открыли парк культуры и отдыха. В 1954 году здесь проводилось «народное гулянье в честь трёхсотлетия воссоединения Украины с Россией».
С середины 1950-х в Главном усадебном доме разместился детский сад «Лесная сказка», Библиотечный флигель стал многоквартирным домом, оранжерея передана городской конторе, а фруктовый сад — под школьное опытное поле.

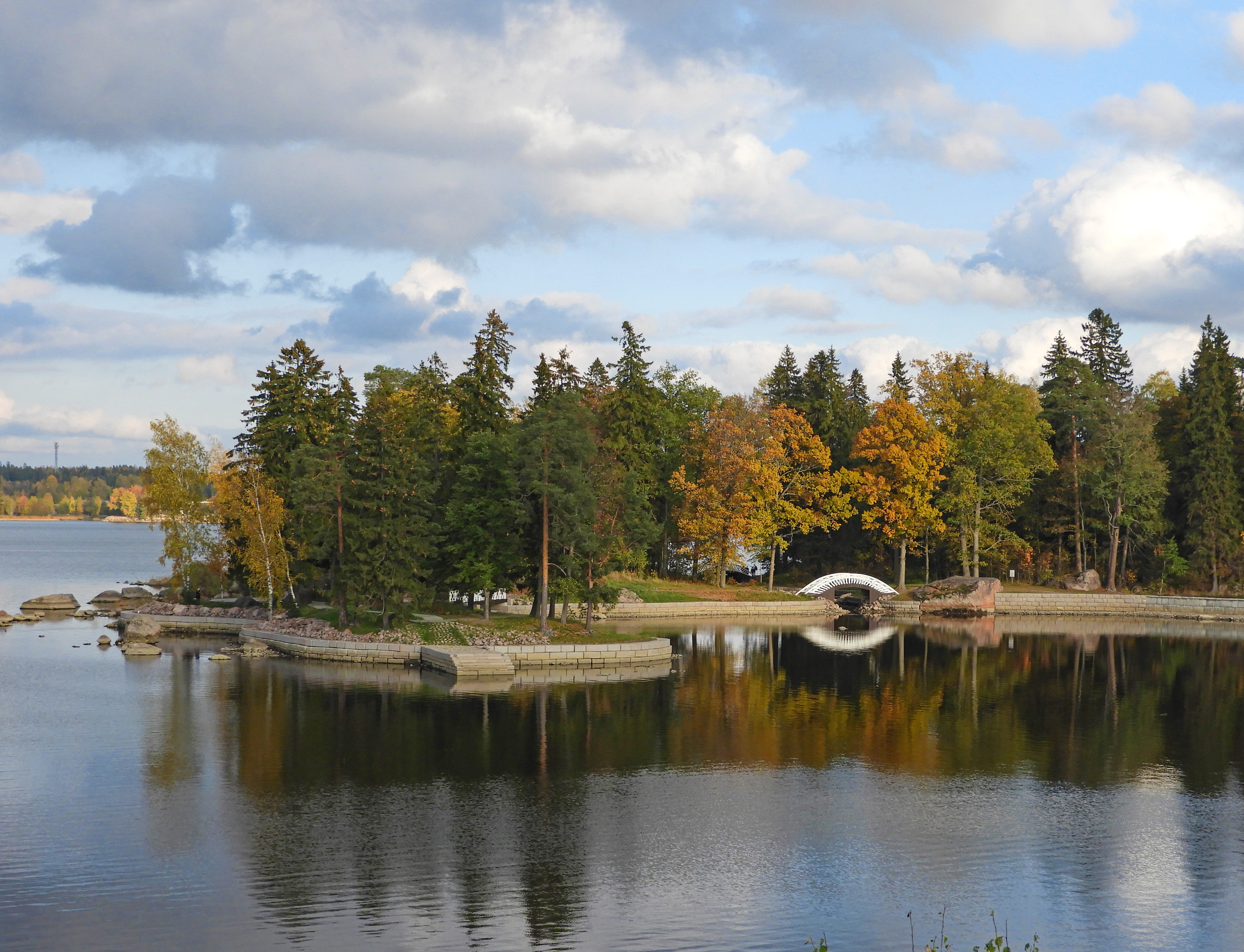
Парк осенью 2020 года

В 1960 году комплекс получил статус памятника истории и культуры республиканского значения. При этом власти потратили около 200 тыс. рублей на аттракционы, вывезенные только в конце 1980-х. В 1960-е граф Николас фон дер Пален посетил Монрепо и был потрясён осквернением фамильного кладбища.
В 1976 году был произведен ремонт накопительного бассейна источника Нарцисс, установлен новый маскарон в виде головы льва.
В 1980-х годах парк пришёл в плачевное состояние. По инициативе общественности Выборга и при активной поддержке академика Д. С. Лихачёва началась кампания по созданию музея. В 1981—1983 годах Выборгская архитектурно-археологическая экспедиция ЛОИА АН СССР проводила исследования для установления исторической дорожной сети и фундаментов утраченных павильонов. В 1982 году по проекту архитектора В. В. Дмитриева воссозданы деревянные въездные ворота, утраченные в 1950-х.
В январе 1988 года, после долгой подготовительной работы, решением Правительства России парковый ансамбль был объявлен Государственным историко-архитектурным и природным музеем-заповедником «Парк Монрепо», и к нему вернулось его историческое имя. Аттракционы переместили на Батарейную гору. Первые годы существования музея-заповедника пришлись на трудные 1980-1990-е годы, что замедлило реставрационные работы.

### Постсоветский период

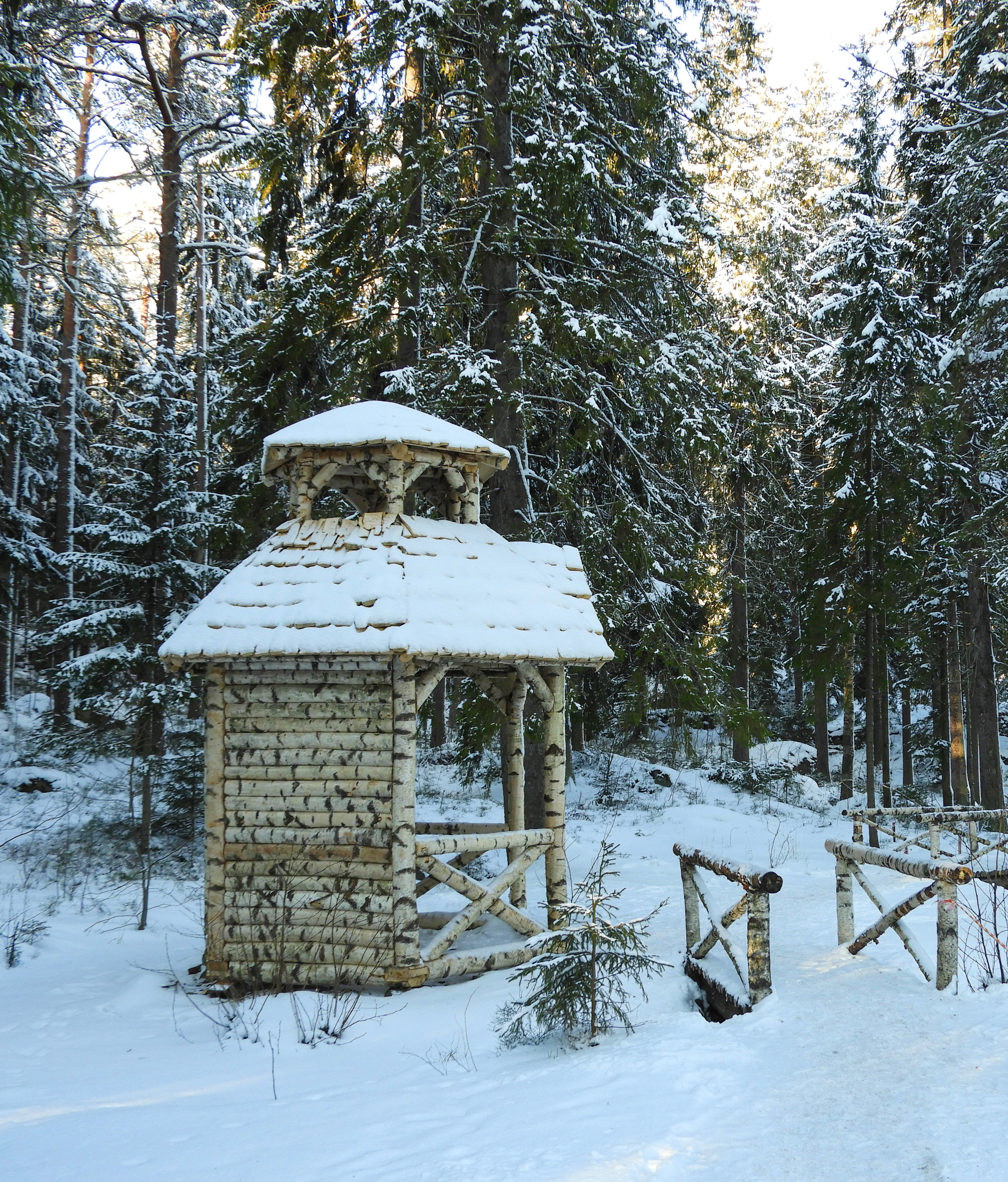
Хижина отшельника, восстановленная в 2021 году

В 1990-х и 2000-х годах состояние памятников продолжало ухудшаться. Главный усадебный дом и библиотечный флигель были закрыты из-за аварийного состояния. Тем не менее, капелла Людвигсбург на острове Людвигштайн была отремонтирована. Воссозданы Китайские мостики (1998, 2002), храм Нептуна (1999) и Чайная беседка (2002). Статуя Вяйнямёйнена была воссоздана по фотографиям петербургским мастером Константином Бобковым и открыта 2 июня 2007 года.
В парке регулярно проводятся культурные мероприятия: акция «Ночь музеев», праздник «Сиреневый день в Монрепо», фестиваль «Дачные сезоны в Монрепо», фестиваль «Кедр».
Летом 2011 года павильон «Храм Нептуна» сгорел. В 2018 году павильон был восстановлен компанией «ЛВЛ Конструкции». В 2012 году восстановлена Хижина Отшельника с прилегающими мостиками; объекты обновлены в 2018 (мостики) и 2021 (Хижина) годах в ходе реставрации парка 2017—2022 гг..
В 2014—2015 годах в рамках проекта «Сохранение и использование культурного наследия в России» Международного банка реконструкции и развития было выделено 972,7 млн руб. на реставрацию парка. Масштабные реставрационные работы в парке завершились в 2022 году.

## Музей-заповедник и его коллекции
Создание музейного фонда в Монрепо началось фактически с нуля, так как основные художественные коллекции и архивы были эвакуированы семьей Николаи и графами фон дер Пален в 1940 году, а часть оставшихся предметов была вывезена Государственным Эрмитажем.
Одной из жемчужин утраченного наследия была библиотека имения Монрепо, собранная Л. Г. Николаи и его сыном Паулем. Насчитывавшая около 9000 томов, она являлась одной из наиболее значительных частных библиотек в Великом княжестве Финляндском. В период Первой мировой войны это книжное собрание было передано владельцами в университет Хельсинки и ныне хранится в Национальной библиотеке Финляндии.
Музей-заповедник «Парк Монрепо» ведёт работу по комплектованию фондов аналогами изданий, входивших в библиотеку Николаи. Так, в фонды поступили «Гидравлическая архитектура» французского инженера Бернара Белидора (Париж, 1737—1753) и «История правления императора Карла V» шотландского историка Уильяма Робертсона (Лондон, 1769), перевод предисловия к которой на немецкий язык выполнил сам Л. Г. Николаи для своего воспитанника, будущего императора Павла I.
Важной частью собрания является иконография Монрепо. В начале XX века открытки с видами парка выпускались по снимкам фотографов из Выборга, Петербурга и Гельсингфорса, таких как Яков Индурский, Конрад Ольденбург, Сигне Брандер. Особое место занимают работы Трофима Худова, работавшего в Монрепо в 1924—1939 годах по приглашению сестёр Марии Николаи и Софии Пален. Фотоаппарат немецкой фирмы «Генрих Эрнеман», которым пользовался Худов, поступил в фонды музея от его дочери, балерины Ирины Худовой.
В коллекции музея также хранится нагрудный жетон Добровольной пожарной дружины Монрепо (MVPK), созданной в конце XIX века при участии семьи Николаи для защиты плотной деревянной застройки форштадтов на территории землевладения.

#### Реставрация 2017—2020 годов
В конце 2017 года в парке Монрепо началась реставрация, частью которой была заявлена реконструкция главного усадебного дома и Библиотечного флигеля с приспособлением их под выставочные и лекционные залы, отремонтировать Источник «Нарцисс» (восстановлен) и Главные ворота, воссоздать яблоневый сад, комплекс дома садовника с оранжереей и огородным хозяйством. Была реконструирована береговая линия и пирсы парка, земляные работы, рубка старых и посадка новых деревьев, кустарников. Было решено восстанавливать парк на период его расцвета — 1790—1860 годы, когда его владельцами были президент Санкт-Петербургской Академии наук Людвиг Генрих Николаи и его сын российский дипломат Пауль Николаи.
По сообщениям общественных активистов, под видом реконструкции к началу 2019 года был полностью снесён библиотечный флигель и начался разбор главного усадебного дома.

## Отображение в искусстве

Статуя Вяйнемёйнена — героя эпоса Калевала. Современная копия работы 1873 года скульптора И. Таканена.

С XVIII в. парк посещали, писали и рисовали как художники-профессионалы, так и любители. Одни были приглашены хозяевами специально, другие попадали в парк самостоятельно, путешествуя по Финляндии. По сообщению искусствоведа, историка Анастасии Мартыновой, одно из первых изображений парка «Вид на усадьбу Монрепо» (1796) сделал придворный живописец И. Я. Меттенляйтер (Меттенлейтер; нем. Johann Jacob Mettenleiter). В 1797 году Меттенляйтером был создан живописный плафон для павильона Венеры в Гатчине. Вероятно, на созданном в том же году плафоне, для потолка Белого зала усадебного дома Монрепо, был изображен античный сюжет. Известно, что в письме от 20 июля 1802 г. Л. Г. Николаи упоминает Меттенляйтера, поехавшего с ним в Монрепо, «чтобы присущим ему способом наклеить плафонную картину в большом зале».
Об интересе Николаи к искусству свидетельствуют довольно обширное его контакты с художниками XVIII — начала XIX в., приезжавшими из разных стран и работавшими при русском дворе. Пейзаж «Вид Русской Финляндии. Поместье под Выборгом», выполненный Мартыновым, — это фактически тот же вид усадьбы со стороны холма Мариентурм, что и на картине Меттенляйтера.
К. Ф. Кристенсен (1805—1883; дат. Christensen Christian Ferdinand) — датчанин, которого Пауль Николаи летом 1830 г. пригласил в Монрепо в качестве учителя рисования для своих детей. Неизвестно, сколько видов написал Кристенсен за все время, проведенное в имении Монрепо. Возможно, их было около двадцати. Часть из них стала основой для создания иллюстраций переиздания поэмы Л. Николаи «Имение Монрепо в Финляндии. 1804», которые выполнил в Париже Л.-Ж. Жакотте, вероятно не бывавший в Монрепо.
Выдающийся русский живописец И. И. Шишкин запечатлел в ряде своих зарисовок лес в парке барона Николаи. В 1858—1860, 1867, 1878 г.  Шишкин во время путешествий на остров Валаам писал и рисовал пейзажи в окрестностях Выборга.
В советский период парк становится Центральным парком культуры и отдыха имени Калинина и множество советских художников создают живописные работы маслом с видами парка, а также графические произведения (карандаш, смешанная техника, линогравюры, литографии и др.). Сейчас парк Монрепо по-прежнему привлекателен для российских мастеров (А. А. Бакун, М. А. Шульгин и др.). Шульгин в своем выборгском творчестве вдохновляется китайской живописью «гохуа».
Парку была посвящена песня Анникки Тяхти «Помнишь ли ты Монрепо», побившая рекорды продаж в Финляндии в 1950-е годы. Уже будучи пожилой, Тяхти исполнила песню в фильме «Человек без прошлого» (2002).

## Объекты культурного наследия
| Название                 | Координаты                      | Описание | Фото |
| ------------------------ | ------------------------------- | --- | ---- |
| Главные ворота           | 60°43′49″ с. ш. 28°43′32″ в. д. | Въездные деревянные ворота в неоготическом стиле, украшенные стрельчатыми башнями и металлическим декором. |      |
| Дом садовника            | 60°43′51″ с. ш. 28°43′43″ в. д. | Небольшое усадебное здание для прислуги. Сейчас здесь расположена администрация парка. |      |
| Скульптура «Лев»         | 60°43′52″ с. ш. 28°43′43″ в. д. | Монумент, символизирующий независимость Финляндии, установленный на постаменте памятника Петру I на Петровской горе. Во время Зимней войны сброшен на землю, в результате чего получил повреждения.                                                                                                   |      |
| Усадебный дом            | 60°43′55″ с. ш. 28°43′40″ в. д. | Резиденция семейства Николаи в классическом стиле, построенная к 1804 году. В советские времена в здании располагался дом отдыха и детский сад, в связи с чем были утрачены некоторые элементы, сейчас производится реконструкция.                                                                    |      |
| Библиотечный флигель     | 60°43′56″ с. ш. 28°43′38″ в. д. | Здание для библиотеки семейства Николаи — одной из крупнейших в Финляндии. На реконструкции. |      |
| Обелиск братьям Броглио  | 60°43′55″ с. ш. 28°43′51″ в. д. | Обелиск из серо-зелёного мрамора, установленный на Левкадской скале в память о погибших в сражениях эпохи наполеоновских войн братьях супруги Пауля Николаи. |      |
| Дамба                    | 60°43′56″ с. ш. 28°44′01″ в. д. | Земляная дамба, отделяющая долину «Розенталь» от вод Выборгского залива. По дамбе проложена аллея. |      |
| Долина «Розенталь»       | 60°43′56″ с. ш. 28°44′01″ в. д. | Ранее — часть залива, которую отгородили дамбой. В период расцвета Монрепо здесь цвели удивительные по красоте розы различных сортов. |      |
| Сибирский кедр «Лира»    | 60°43′56″ с. ш. 28°44′08″ в. д. | Сибирская кедровая сосна, формой кроны напоминающая лиру. |      |
| Китайские мостики        | 60°44′01″ с. ш. 28°44′05″ в. д. | Горбатые мостики, ведущие на остров Колонны. Служат также дамбами для регулирования уровня воды в канале, прорытом под ними. |      |
| Падающий камень          | 60°44′00″ с. ш. 28°44′11″ в. д. | Отёсанная каменная глыба, имеющая эффект «падения». Композицию дополняет берёзка, подпирающая её. |      |
| «Пампушинка»             | 60°44′02″ с. ш. 28°44′09″ в. д. | «Пампушинка» — детское прозвище Пауля Николаи. В этом уголке парка он в детстве устроил парковую композицию, которая до настоящего времени почти не сохранилась. |      |
| Колонна двух императоров | 60°44′02″ с. ш. 28°44′03″ в. д. | Памятная колонна в честь императоров Павла I и Александра I, не без участия которых барон Людвиг Николаи достиг карьерных успехов и стал владельцем усадьбы Монрепо. |      |
| Пристань                 | 60°43′59″ с. ш. 28°43′49″ в. д. | Сложенный из каменных глыб пирс на берегу Защитной бухты, близ которого установлено несколько скамеек для созерцания морских панорам. |      |
| Чайная беседка           | 60°43′58″ с. ш. 28°43′45″ в. д. | Лёгкий павильон, установленный на вершине одного из холмов, в одной из самых видовых точек парка. |      |
| Елисейские поля          | 60°43′58″ с. ш. 28°43′40″ в. д. | Центральная долина парка, названная так согласно модным тенденциям XVIII столетия. |      |
| Сосна                    | 60°43′59″ с. ш. 28°43′41″ в. д. | Самое старовозрастное дерево этой породы в Ленинградской области, данной сосне более 400 лет. |      |
| Храм Нептуна             | 60°44′06″ с. ш. 28°43′39″ в. д. | Павильон античного образца на мысе, изначально называвшийся храмом благочестия. Рядом была установлена скульптура Нептуна, позже перенесенная внутрь павильона, в связи с чем тот и обрёл свое современное название. Павильон неоднократно уничтожался и восстанавливался, скульптуры не сохранились. |      |
| Остров Людвигштайн       | 60°44′08″ с. ш. 28°43′31″ в. д. | Фамильное кладбище Николаи. Центральный элемент композиции острова — капелла в неоготическом стиле. В склепах, расположенных на острове, были захоронены члены семьи Николаи. Ранее остров с материковой частью парка связывала паромная переправа, в настоящее время остров закрыт для посещений.    |      |
| «Грот Медузы»            | 60°44′06″ с. ш. 28°43′33″ в. д. | Искусственная пещера, которая предназначалась для того, чтобы вызывать у посетителей чувство страха и мощи сил природы. В одну из стен был вмурован маскарон с изображением Медузы Горгоны, который не сохранился.                                                                                    |      |
| Источник «Нарцисс»       | 60°44′05″ с. ш. 28°43′17″ в. д. | По преданию, вода из источника способна исцелять глазные болезни, в связи с чем первоначальным названием источника было «Сильмя», что в переводе с финского означает «глаз». Современное название источник получил после того, как был сооружен павильон со статуей Нарцисса.                         |      |
| Хижина отшельника        | 60°44′09″ с. ш. 28°43′14″ в. д. | Скромная постройка из берёзовых брёвен, напоминающая о простой и благочестивой жизни. |      |
| «Грот Желаний»           | 60°44′11″ с. ш. 28°43′15″ в. д. | Небольшой каменный проход под валунами, отделяющий «Царство скал» от остальной части парка. Считается, что если внутри грота загадать желание, то оно обязательно сбудется. |      |
| Скульптура «Вяйнемёйнен» | 60°44′12″ с. ш. 28°43′15″ в. д. | Статуя главного героя финского народного эпоса «Калевала» — Вяйнямёйнена. Расположена в каменном ущелье Святого Николая. Дважды уничтожалась и восстанавливалась. |      |
| Край света               | 60°44′14″ с. ш. 28°43′14″ в. д. | Конец исторической части парка, после которой расположен лесной массив. Отмечена каменными ступенями. |      |
| Скальная гряда           | 60°44′01″ с. ш. 28°43′29″ в. д. | Отвесная гранитная гряда, вдоль которой расположена одна из основных аллей парка. Развёрнута в сторону севера, в связи с чем иногда даже в мае бывает покрыта снегом и льдом. |      |
| Липовая корзинка         | 60°43′59″ с. ш. 28°43′37″ в. д. | Ландшафтная композиция в центре Елисейских полей — лиственница (ранее — три), окружённая старыми липами. Из-за преобладания северо-западных ветров деревья на поляне растут под заметным наклоном. |      |
| Погреб-ледник            | 60°43′56″ с. ш. 28°43′38″ в. д. | Погреб на склоне, в котором располагается кафе. |      |